# Gómara
Gómara – gmina w Hiszpanii, w prowincji Soria, w Kastylii i León, o powierzchni 68,27 km². W 2011 roku gmina liczyła 377 mieszkańców.